# Hiện tượng đa hình

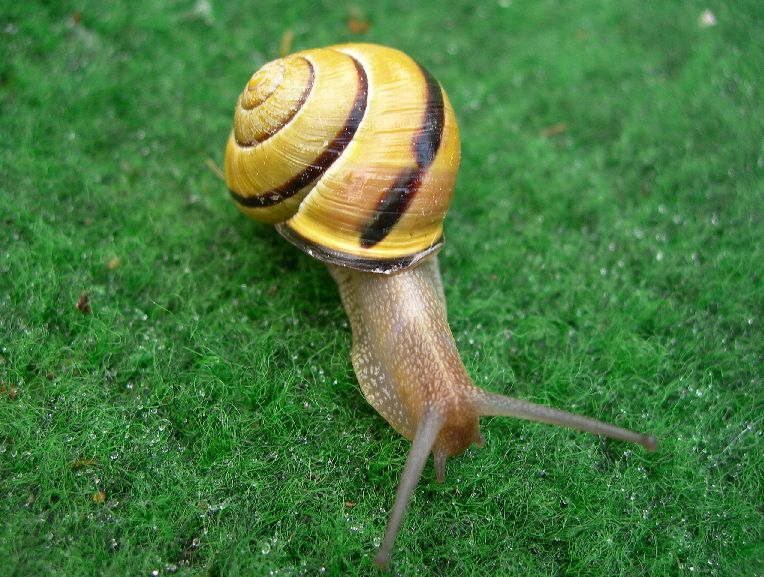
Màu sắc vỏ ốc khác lạ của một con ốc sên, chúng được coi là biểu hiện của đa hình về kiểu gen trong quần thể cùng loài

Hiện tượng đa hình (polymorphism) là sự xuất hiện của hai hoặc nhiều hình thái hoặc kiểu hình khác nhau rõ ràng (còn được gọi là kiểu hình thay thế) trong quần thể của một loài, trong sinh học hiện tượng trong quần thể song song tồn tại một số loại kiểu hình ở trạng thái cân bằng ổn định, không dạng nào ưu thế hơn hẳn để có thể hoàn toàn thay đổi các dạng khác. Nói một cách đơn giản, tính đa hình là khi có hai hoặc nhiều khả năng của một tính trạng trên gen.

## Đại cương
Trong sự đa hình cân bằng, không có sự thay đổi alen này bằng alen khác mà là sự ưu tiên duy trì các thể dị hợp về một gen hoặc một số gen. Các thể dị hợp thường tỏ ra có ưu thế hơn các thể đồng hợp tương ứng về sức sống, khả năng thích ứng trước ngoại cảnh. Hiện tượng đa hình là phổ biến trong tự nhiên, nó liên quan đến đa dạng sinh học, biến thể di truyền và thích nghi. Đa hình thường có chức năng duy trì dạng đa dạng trong quần thể sống trong môi trường đa dạng. 
Ví dụ phổ biến nhất là dị hình giới tính, xảy ra ở nhiều sinh vật, các ví dụ khác là các hình thức bắt chước của loài bướm và huyết sắc tố và nhóm máu của con người. Có nhiều hơn một đặc điểm có thể có về màu da của báo đốm, da chúng có thể có màu sáng hoặc hình thái tối (báo đen) do có nhiều hơn một biến thể có thể có của gen này, nó được gọi là "đa hình". Tuy nhiên, nếu báo đốm chỉ có một đặc điểm có thể có của gen đó, nó sẽ được gọi là "đơn hình". Ví dụ, nếu chỉ có một màu da có thể có mà một con báo đốm có thể có, nó sẽ được gọi là đơn sắc. 
Theo lý thuyết tiến hóa, tính đa hình là kết quả của các quá trình tiến hóa, cũng như bất kỳ khía cạnh nào của một loài. Nó là di truyền và được thay đổi bởi chọn lọc tự nhiên. Trong đa hình, cấu trúc di truyền của một cá thể cho phép các hình thái khác nhau và cơ chế chuyển đổi xác định hình thái nào được hiển thị là môi trường. Trong đa hình di truyền, cấu trúc di truyền xác định hình thái. Thuật ngữ đa hình cũng đề cập đến sự xuất hiện của cấu trúc và chức năng nhiều hơn hai loại cá thể khác nhau, được gọi là zooids, trong cùng một sinh vật. Đa hình cân bằng đề cập đến việc duy trì các kiểu hình khác nhau trong quần thể.